# Ranalter Straße
De Ranalter Straße (L232) is een ruim elf kilometer lange Landesstraße (lokale weg) in het district Innsbruck Land in de Oostenrijkse deelstaat Tirol. De weg vormt het vervolg van de Bundesstraße 183, de Stubaitalstraße en verbindt Neustift met het dorpje Ranalt (gem. Neustift im Stubaital) aan het einde van het Stubaital. Nabij Ranalt voert de weg door de Ochstalgrabengalerie, een galerijtunnel die de weg moet beschermen tegen lawines.